# Eva Quistorp

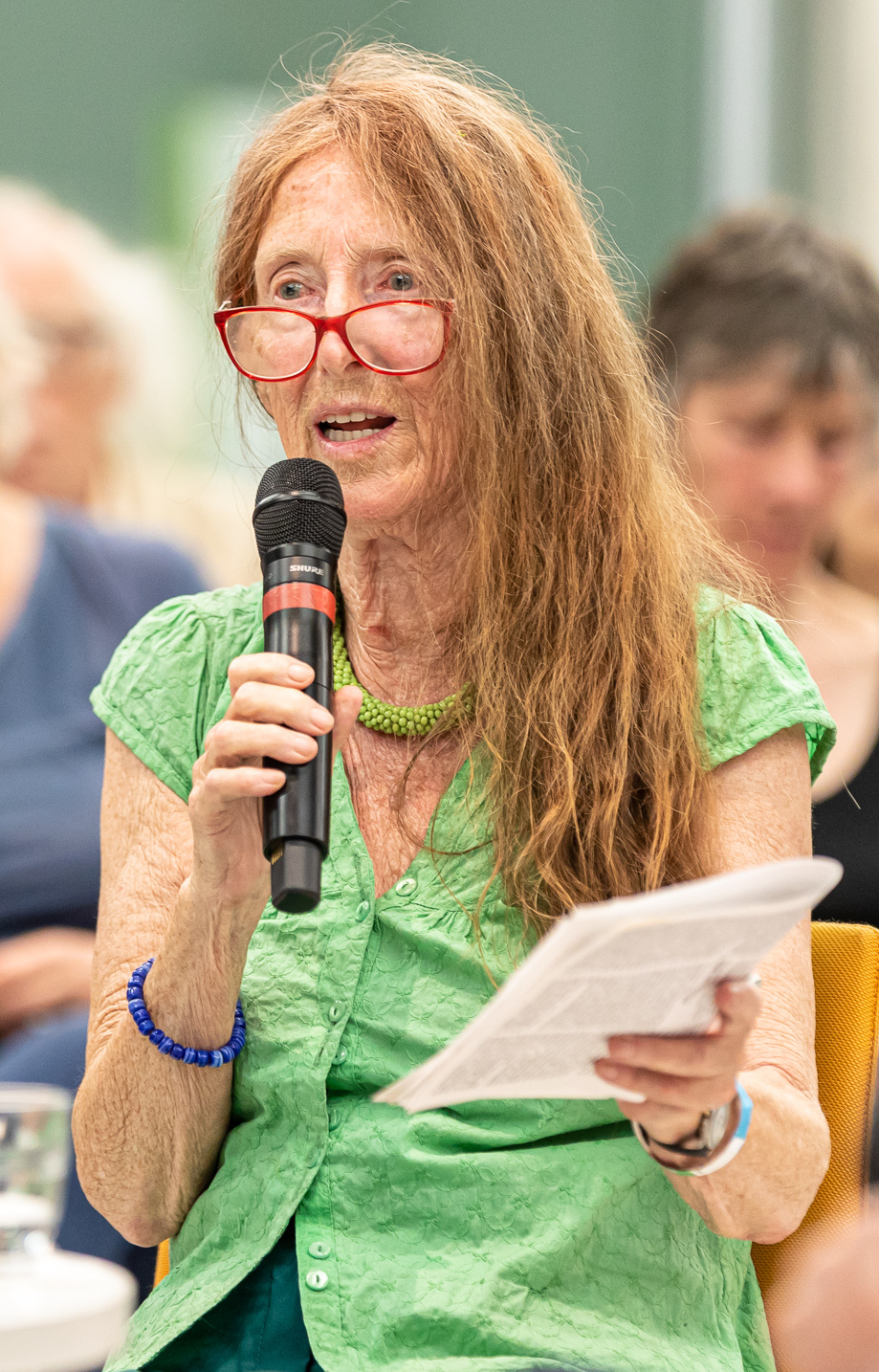
Eva Quistorp, 2023

Eva-Maria Quistorp (* 27. August 1945 in Detmold) ist eine deutsche Mitbegründerin und Aktivistin der deutschen Friedens-, Frauen- und Umweltbewegung und ist zudem Gründungsmitglied und ehemalige Europaabgeordnete von DIE GRÜNEN.

## Leben
Eva Quistorp entstammt der seit dem 17. Jhdt. von Theologen geprägten Familie Quistorp. Sie ist die Tochter des evangelischen Pfarrers Heinrich Quistorp (1911–1987) und seiner (ersten) Frau Elfriede, geb. Thilo (1916–2007). Nach dem Abitur 1965 in Minden studierte sie an der Freien Universität Berlin Germanistik, Politologie und Evangelische Theologie, unter anderem bei Helmut Gollwitzer und wurde Studienreferendarin und Gymnasiallehrerin.

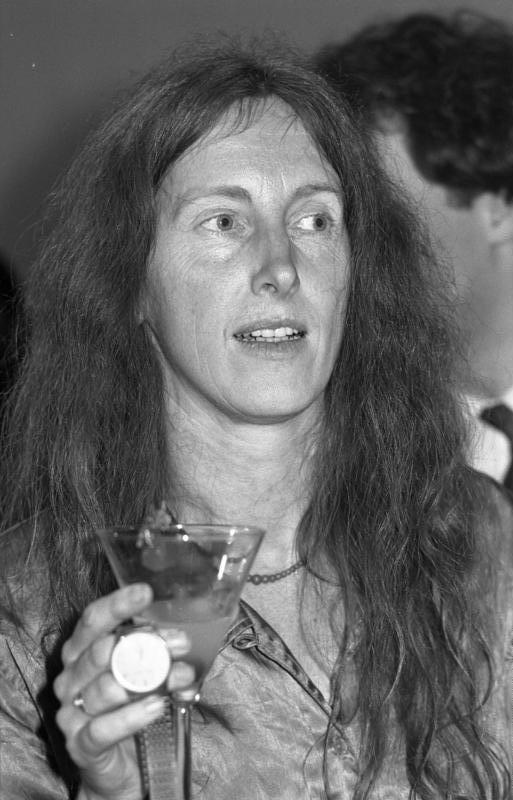
Eva Quistorp bei der Bundestagswahlparty der Grünen 1987

Quistorp betreute zeitweise ein Mädchen aus Afghanistan mit dem Namen Modina, das nun mit ihrem Vater in Berlin lebt, und schrieb regelmäßig darüber.

### Politische Funktionen und Aktivitäten
Mit Petra Kelly, Roland Vogt und Joseph Beuys gehörte Eva Quistorp 1979/80 zu den Gründungsmitgliedern der Grünen. Sie war von 1986 bis 1988 Mitglied des Bundesvorstands der Partei. Dem Europaparlament gehörte sie für Die Grünen von 1989 bis 1994 an und war 1992/1993 stellvertretende Fraktionsvorsitzende für die Grünen. Sie war 2004 Mitgründerin der Grünen Alten. Seitdem ist sie Mitglied der Vereinigung ehemaliger Europaabgeordneter.
Eva Quistorp war in zahlreichen Umweltschutz- und Friedensinitiativen aktiv. 1980/1981 gehörte sie dem Bundesvorstand des Bundesverbandes Bürgerinitiativen Umweltschutz (BBU) an. Als Sprecherin der Gruppe Anstiftung der Frauen zum Frieden sprach sie am 10. Oktober 1981 auf einer der Auftaktkundgebungen zur Friedensdemonstration im Bonner Hofgarten 1981. Von 1981 bis 1986 war sie Mitglied der Geschäftsführung des Koordinierungsausschusses der Friedensbewegung der Bundesrepublik Deutschland. Sie war Mitglied des Vorstandes und Beraterin des internationalen Friedensbüros. Zusätzlich war sie im Vorstand des Entwicklungsfonds der Vereinten Nationen für Frauen(1995–2000), von Attac Deutschland (1995–2000) und dem Internationalen Friedensbüro (2000–2002). Sie ist Beraterin des Weltzukunftsrates. Sie ist Mitglied der Kulturpolitischen Gesellschaft (Bonn).
2000 gründete sie mit Sven Giegold Attac Deutschland.
Eva Quistorp ist Gastautorin beim Perlentaucher, bei The European und bei der Achse des Guten.

## Ehrungen
- Ehrenmitglied der Gesellschaft für bedrohte Völker am 3. November 2012
- Bundesverdienstkreuz für ihren „[intensiven] persönliche[n] Einsatz [...] für Frauenrechte, Gewaltfreiheit, Frieden und Völkerverständigung“ sowie „als Mitbegründerin und Impulsgeberin in vielen lokalen und globalen Netzwerken für eine gerechtere und solidarische Welt“, am 7. Dezember 2017 von der Senatorin für Gesundheit, Pflege und Gleichstellung, Dilek Kolat, überreicht[16]
- Blauer Bär für das jahrzehntelange Engagement für Europa, am 26. Oktober 2020 in Berlin, in der Ufa fabrik durch Gerry Woop, Staatssekretär für Europa und Kultur des Berliner Senats und den Vertreter der EU-Kommission in Berlin[17]

## Publikationen
- Handbuch Leben. Frauen wehren sich gegen Umweltzerstörung. Burckhardthaus-Laetare-Verlag, Gelnhausen 1981, ISBN 3-7664-0104-1.
- Frauen für den Frieden. Analysen, Dokumente und Aktionen aus der Frauenfriedensbewegung. Päd-Extra-Buchverlag, Frankfurt/M., 1982, ISBN 3-88704-101-1.
- Der Macht die Bewunderung entziehen. In: Zukünfte. 1984.
- Das Kreuz mit dem Frieden. Christen in der Friedensbewegung. Neue Gesellschaft für bildende Kunst, Berlin 1982.
- Frauen für den Frieden in Ost und West. In: Frieden in Deutschland. Goldmannverlag, 1983.
- Lieder für den Frieden. Burckhardthaus-Laetare-Verlag, Gelnhausen 1985, ISBN 3-7664-7036-1 (mit Eckart Bücken und Mo Klicker-Dittmann)
- Die Grünen und die Religion. Mit Petra Kelly, Rainer Langhans, Christa Nickels, Rolf Schwendter und Gunter Hesse (Hrsg.). Athenäum, Frankfurt am Main 1987, ISBN 3-610-08480-4.
- Scheherazade. Stimmen von Frauen gegen die Logik des Krieges. Luchterhand, Hamburg 1992, ISBN 3-630-71027-1
- Die bosnische Tragödie. Gewalt, Vertreibung, Völkermord. Verlag Traum Taum, Berlin 1993, ISBN 3-929346-02-8.
- Frauen, Umwelt, Entwicklung. 1001 Frauenprojekte. Grüner Versand, Bonn 1993, Archiv Grünes Gedächtnis
- Wasser und Wasserpolitik in Europa, Berlin 1993, Archiv Grünes Gedächtnis
- Umweltstandards in Ost und Mitteleuropa vor der Rio-Agenda, Berlin 1991, Archiv Grünes Gedächtnis
- Herrenhaus Europa-zu Frauenpolitik in der EU, Berlin 1993, Archiv Grünes Gedächtnis
- Kultur und Medienlandschaften in Europa, Berlin 1994, Archiv Grünes Gedächtnis
- Solidarität im Treibhaus, Dokumente der ersten globalen Frauenklimakonferenz zur Unokonferenz in Berlin, April 1995
- Was die Welt zusammenhält: die Liebe, in: Zukünfte – Zeitschrift für Zukunftsgestaltung und vernetztes Denken, Berlin 1999
- Weltoffenes Deutschland?, Herderverlag 2018
- Die Waffen nieder? Zum Erbe der Friedensbewegung der 80er Jahre im von Putin Angriffskrieg bedrohten Europa, Juli 2022
- Die Waffen nieder! Bertha von Suttner, Neuausgabe mit einem Vorwort von Eva Quistorp: Die Waffen nieder? Mai 2023

Artikel
- Die Waffen nieder? Der Streit um das Erbe der Friedensbewegung der 1980er Jahre in einem von Putins Angriffskrieg bedrohten Europa. In: Deutschland Archiv. 14. Juli 2022.
- Ur-Grüne kritisiert Umgang mit Islam: „Zu viel Political Correctness hat für Verwirrung gesorgt“. In: Cicero. 3. Februar 2015.
- Perlentaucher-Autor Eva Quistorp. In: Perlentaucher.
- # Eva Quistorp. In: Starke Meinungen.
- Köpfe: Eva Quistorp. In: The European. Archiviert vom Original am 17. Mai 2019.

## Filme
- Doris Metz (Regie), Birgit Schulz (Produzentin): Petra Kelly – ACT NOW! 2024, mit Interviews mit Eva Quistorp, Lukas Beckmann, Otto Schily, Luisa Neubauer u. a.[18]
- Ruth Zylberman: 1968. Dokumentarfilm, Paris 2008 (ausgestrahlt bei Arte am 30. April 2008), mit einem Interview mit Eva Quistorp
- Dorian Raßloff: Mit Jesus auf die Barrikaden – Christ*innen in der 68er Revolte. Mit Interviews mit Gretchen Dutschke-Klotz, Katja Ebstein, Eva Quistorp, Konstantin Wecker, Pfarrer Manfred Engelbrecht, Hans-Christian Ströbele u. a., Deutschland 2017 (75 Min.)
- Schicksalsjahre einer Stadt. Berlin, 1983 beim RBB 2019 neu verfilmt
- Geschichte der Bundesrepublik. ARD Filmreihe „30 Jahre Grundgesetz“, 2019
- Als wir jung waren – die 80er Jahre. WDR, 2019
- 1979-artefilm mit Interviews mit Lech Walesa und Eva Quistorp, 2019